# Tonmåleri
Tonmåleri är en musikalisk term för musik som komponerats med tanken att tonerna ska gestalta texten. Det är en överordnad term till madrigalism och relaterad till programmusik. Tonmåleriet hör framför allt till renässansens estetik, samt till tonsatta berättelser (opera, oratorium, etc). Jämför affektlära.
Tonmåleri förekommer i synnerhet i vokalmusik med text, och kan bestå i tonföljder och ackompanjemang som avser att skildra texten. Det förekommer rikligt i programmusik. Till tonmåleri räknas rena naturimitationer i sceniska verk (åska, vind, vattenporl, etc), anspelningar på naturfenomen eller stämningar (månsken, årstider, etc), och mänskliga känslor (rädsla, glädje, etc). Detta är tonmåleri. I opera används tonmåleri.